# Železniška postaja Kišinjev
Železniška postaja Kišinjev (romunsko Gara feroviară din Chișinău) je glavna železniška postaja v mestu Kišinjev v Moldaviji. Nahaja se na Aleea Garii 1, nedaleč od centra mesta.

## Mednarodne storitve
Poleg lokalnih vlakov potekajo mednarodne storitve iz Kišinjeva v Bukarešto, Kijev, Moskvo (vsi vsak dan), Minsk (torek, petek in nedelja) in Varšavo (ponedeljek, sreda in petek). Dnevni vlaki vozijo tudi v Sankt Peterburg in Odeso. Vsak teden vozi več vlakov do mesta Iași v Romuniji in dnevne povezave do mesta Tiraspol.
Postaja je opremljena kot mednarodno vstopno/izstopno pristanišče, s carinarnico in mejno kontrolo. Mednarodne storitve prihajajo na peron 1 in odhajajo z njega, dvorišče pa je mogoče zapreti s pregradami, da se ustvari zaprto carinsko območje.